# Aérostat à vide

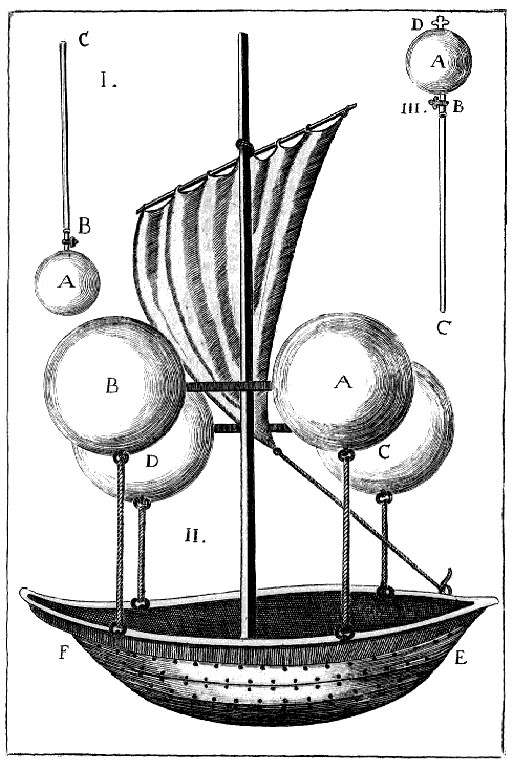
Concept de bateau volant par Francesco Lana de Terzi vers 1670.

Un aérostat à vide ou ballon sous vide, est un aérostat hypothétique qui est vide plutôt que rempli d'un gaz plus léger que l'air tel que l'hydrogène, l'hélium ou l'air chaud. C'est le premier type d'aérostat proposé, dès 1670, par le prêtre jésuite italien Francesco Lana de Terzi. L'aérostat à vide est l'expression ultime de la puissance de levage par volume déplacé. Cependant, les difficultés de conception d'un ballon vide devant résister à la pression atmosphérique ambiante tout en restant suffisamment léger ont jusqu'à aujourd'hui empêché la réalisation d'un tel aérostat.
De tels aérostats pourraient s'avérer utiles notamment pour l'exploration d'autres corps célestes dotés d'une atmosphère comme Mars (atmosphère raréfiée) et Vénus (atmosphère dense), en éliminant le besoin d'emporter des réserves de gaz non renouvelables, et permettant donc une autonomie accrue, ou encore des planètes externes (atmosphères composées principalement d'hydrogène et d'hélium).

## Histoire

### Concept de Francesco Lana de Terzi
En 1670, Francesco Lana de Terzi a publié un ouvrage intitulé Prodomo, dans lequel le chapitre saggio di alcune invenzioni nuove premesso all'arte maestra (« Essai de quelques nouvelles inventions de maître de l'art ») contenait la description d'un « engin volant ». Encouragé par les expériences d'Otto von Guericke sur les hémisphères de Magdebourg, Lana de Terzi avait développé en 1663 l'idée d'un vaisseau plus léger que l'air.
Le vaisseau - qui n'a jamais été construit - comporte un mât central auquel est attachée une voile. Dirigeable, le vaisseau devait être piloté comme un bateau. Quatre autres mâts sont surmontés de sphères en feuilles de cuivre très fines, chacune ayant un diamètre de 7,5 mètres et une masse de 180 kilogrammes. Lana de Terzi a calculé que la masse d'air contenue dans les sphères serait de 290 kilogrammes, et avait donc prévu qu'en y faisant le vide, il les rendrait plus légères que l'air. Le vaisseau pourrait, dans ces conditions, transporter six personnes.
La fabrication de si fines feuilles de cuivre était à cette époque impossible, et la pression de l'air environnant aurait déformé les sphères du vaisseau. L'idée de Lana n'a donc jamais été testée. De plus, Lana était conscient qu'un tel véhicule pouvait être utilisé comme arme de guerre pour attaquer les villes depuis les airs. Il a écrit : « Dieu ne permettra jamais qu'une telle machine soit construite, car tout le monde comprend bien qu'aucune ville ne serait à l'abri d'attaques. Des poids en fer, des boules de feu et des bombes pourraient être lâchées depuis une altitude importante. »

### Recherches auXIXesiècle
De 1886 à 1900, Arthur De Bausset tenta en vain de lever des fonds pour construire son « dirigeable à tube à vide », mais malgré le soutien précoce du Congrès des États-Unis, le grand public était sceptique. L'historien de l'Illinois Howard Scamehorn a rapporté qu'Octave Chanute et Albert Francis Zahm (en) ont « publiquement dénoncé et mathématiquement prouvé l'erreur du principe du vide », mais l'auteur ne donne pas sa source. De Bausset a publié un livre sur sa conception et a offert 150 000 $ d'actions à la Transcontinental Aerial Navigation Company of Chicago,. Sa demande de brevet a finalement été refusée au motif qu'elle était « entièrement théorique, étant entièrement basée sur le calcul et rien sur un essai ou une démonstration ».

### Concept à double paroi
En 1921, Lavanda Armstrong divulgue une structure de paroi composite avec une chambre à vide « entourée d'une seconde enveloppe construite de manière à maintenir l'air sous pression, les parois de l'enveloppe étant espacées les unes des autres et liées ensemble », comprenant une structure alvéolaire en nid d'abeilles.
En 1983, David Noel a évoqué l'utilisation d'une sphère géodésique recouverte d'un film plastique et « d'un double ballon contenant de l'air sous pression entre les peaux, et un vide au centre ».
En 1982-1985, Emmanuel Bliamptis a travaillé sur les sources d'énergie et l'utilisation « d'anneaux de support gonflables ».
Cependant, la conception à double paroi proposée par Armstrong, Noel et Bliamptis n'aurait pas été capable de voler. Afin d'éviter l'effondrement, l'air entre les parois doit avoir une pression minimale (et donc également une densité) proportionnelle à la fraction du volume total occupée par la section de vide, évitant que la densité totale de l'engin soit inférieure à celle de l'air environnant.

### Recherches auXXIesiècle
En 2004-2007, Akhmeteli et Gavrilin abordent le choix des matériaux (« béryllium, céramique de carbure de bore et carbone de type diamant » ou aluminium) dans les aérostats à double couche en nid d'abeille pour résoudre les problèmes de flambage.

## Principe
Un aérostat fonctionne sur le principe de la flottabilité, selon la poussée d'Archimède. Dans un aérostat, l'air est le fluide contrairement à un navire traditionnel où l'eau est le fluide.
La masse volumique de l'air à température et pression standard est de 1,28 g/l, donc 1 litre d'air déplacé a une force de flottabilité suffisante pour soulever 1,28 g. Les aérostats utilisent un sac pour déplacer un grand volume d'air ; le sac est généralement rempli d'un gaz léger tel que l'hélium ou l'hydrogène. La portance totale générée par un aérostat est égale au poids de l'air qu'il déplace, moins le poids des matériaux utilisés dans sa construction, dont le gaz utilisé pour remplir le sac.
Les aérostats à vide remplaceraient l'hélium gazeux par un environnement proche du vide. N'ayant pas de masse, la densité de ce corps serait proche de 0,00 g/l, ce qui serait théoriquement capable de fournir le plein potentiel de portance de l'air déplacé, de sorte que chaque litre de vide pourrait soulever 1,28 g. En utilisant le volume molaire, la masse de 1 litre d'hélium (à 1 atmosphère de pression) est de 0,178 g. Si de l'hélium est utilisé au lieu du vide, la puissance de levage de chaque litre est réduite de 0,178 g, de sorte que le levage effectif est réduit de 14 %. Un volume de 1 litre d'hydrogène a une masse de 0,090 g, certes plus faible mais toujours non nulle.
Le principal problème avec le concept d'aérostats à vide est que, avec un quasi-vide à l'intérieur du ballon, la pression atmosphérique extérieure n'est équilibrée par aucune pression interne. Cet énorme déséquilibre des forces provoquerait l'effondrement du ballon à moins qu'il ne soit extrêmement rigide (dans un aérostat ordinaire, la force est équilibrée par la pression de l'hélium, ce qui rend cela inutile). Ainsi, la difficulté est de construire un ballon avec la résistance supplémentaire pour résister à cette force nette extrême, sans alourdir la structure au point que la plus grande puissance de levage du vide soit annulée.